# Ośrodek treningowy Jagiellonii Białystok

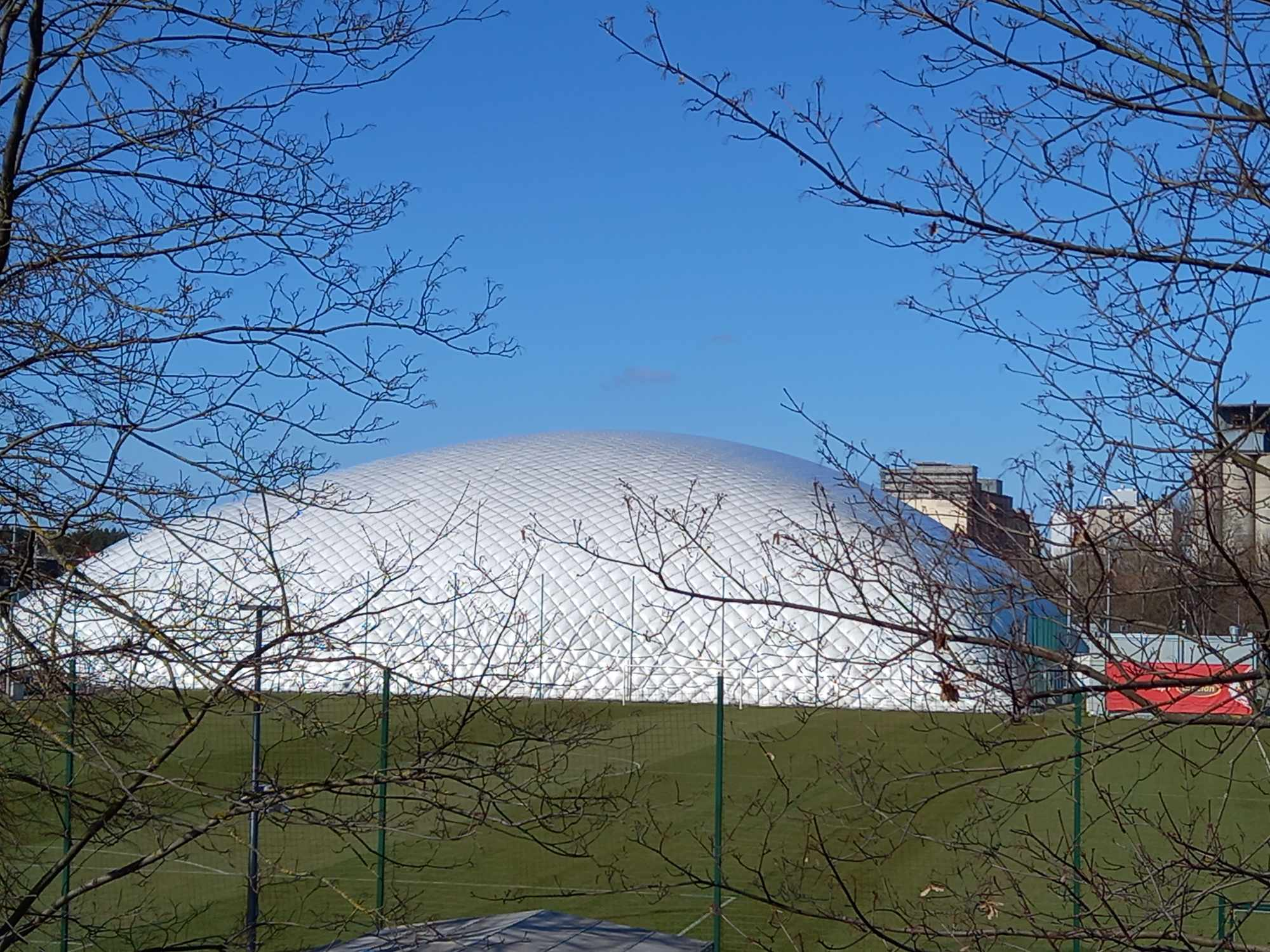
Hala pneumatyczna – balon

Ośrodek treningowy Jagiellonii Białystok – kompleks sportowy położony przy ul. Elewatorskiej 4, który otwarty został 11 czerwca 2019 roku. Inwestycja o wartości blisko 19 mln zł została zrealizowana przy wsparciu Ministerstwa Sportu i Turystyki, które pokryło 40% kosztów. Ośrodek stanowi bazę treningową dla pierwszej drużyny Jagiellonii Białystok, a także dla zespołów młodzieżowych i rezerwowych.
W skład ośrodka wchodzą:
- Pełnowymiarowe boisko ze sztuczną murawą, które zimą jest zadaszone halą pneumatyczną, tzw. balonem.
- Pełnowymiarowe boisko z naturalną murawą wraz z systemem podgrzewania.
- Boisko typu Orlik o wymiarach 68 na 33 metry z naturalną murawą.
- Budynek ośrodka, w którym znajduje się pięć szatni, sala treningowa, pomieszczenia sztabu trenerskiego, a także zaplecze odnowy biologicznej[1].
- Boiska wymiarowe posiadające pełne oświetlenie umożliwiające treningi i mecze po zmroku. Mniejsze boisko treningowe ma oświetlenie o mniejszej mocy.
- Boiska wymiarowe posiadające niewielkie trybuny na 500 osób.

## Historia
W marcu 2017 roku SSA Jagiellonia Białystok wygrała przetarg na 30-letnią dzierżawę terenów użytkowanych już wcześniej na cele sportowe. To ponad 3,5-hektarowa nieruchomość przy ul. Elewatorskiej na osiedlu Starosielce, gdzie w przeszłości działały miejscowe kluby sportowe Ognisko i Piast. Na obiekcie, który powstał w latach 70., znajdował się stadion z bieżnią oraz kort tenisowy. Budowa ośrodka ruszyła w kwietniu 2018 roku, a zakończyła się 30 kwietnia 2019 r.
Przewodniczący Rady Nadzorczej SSA Wojciech Strzałkowski na uroczystości otwarcia ośrodka przypomniał, że spółka od niemal 10 lat zabiegała o pozyskanie terenów pod budowę ośrodka treningowego, jakiego dotąd nie miała. Piłkarze grający w ekstraklasie trenowali od kilku lat w podbiałostockich Pogorzałkach, zaś drużyny młodzieżowe w różnych miejscach Białegostoku.
W lutym 2022 roku doszło do zawalenia się hali pneumatycznej (tzw. balonu) nad boiskiem treningowym. Zdarzenie miało miejsce podczas meczu drużyn juniorów Jagiellonii Białystok i ŁKS Łomża. Silne podmuchy wiatru uszkodziły powłokę balonu, co doprowadziło do jego zawalenia się na boisko. Po zdarzeniu rozpoczęto prace porządkowe mające na celu usunięcie uszkodzonej konstrukcji. W akcję zaangażowali się kibice ze stowarzyszenia Dzieci Białegostoku oraz podopieczni klubowej szkółki piłkarskiej, którzy wspólnie pomagali w uprzątnięciu terenu.
20 czerwca 2023 roku firma Enea została sponsorem Jagiellonii oraz sponsorem strategicznym Akademii Piłkarskiej Jagiellonii Białystok. Współpraca obejmuje wsparcie zarówno pierwszej drużyny, jak i rozwój młodzieży w akademii piłkarskiej.
Jagiellonia podjęła działania mające na celu odbudowę infrastruktury treningowej i 12 września 2023, dzięki rządowemu dofinansowaniu w wysokości 2,3 miliona złotych, nad boiskiem ze sztuczną murawą zainstalowano nową halę pneumatyczną.
W lipcu 2024 roku Akademia Piłkarska Jagiellonii Białystok otrzymała 1,5 miliona złotych z Programu Wsparcia Akademii Piłkarskich działających przy klubach Ekstraklasy i I ligi. Środki zostały wykorzystane na rozwój młodych talentów oraz podniesienie standardów szkoleniowych w akademii.
W marcu 2025 roku Podlaski Urząd Marszałkowski przekazał blisko 5,5 miliona złotych dofinansowania dla Jagiellonii Białystok oraz klubu Ślepsk Malow Suwałki. Fundusze zostały przeznaczone na wsparcie szkolenia młodzieży oraz organizację pracy obu klubów, w celu dalszego rozwoju sportu w regionie.